# Brugelette
Brugelette (en picard Brujlete) és un municipi belga de la província d'Hainaut a la regió valona. Està compost per les viles d'Attre, Brugelette, Cambron-Casteau, Gages i Mévergnies-lez-Lens. L'1 de gener del 2024 tenia 3.845 habitants.

## Agermanaments
- Avon-les-Roches[2]